# Moschea-cattedrale di Mosca

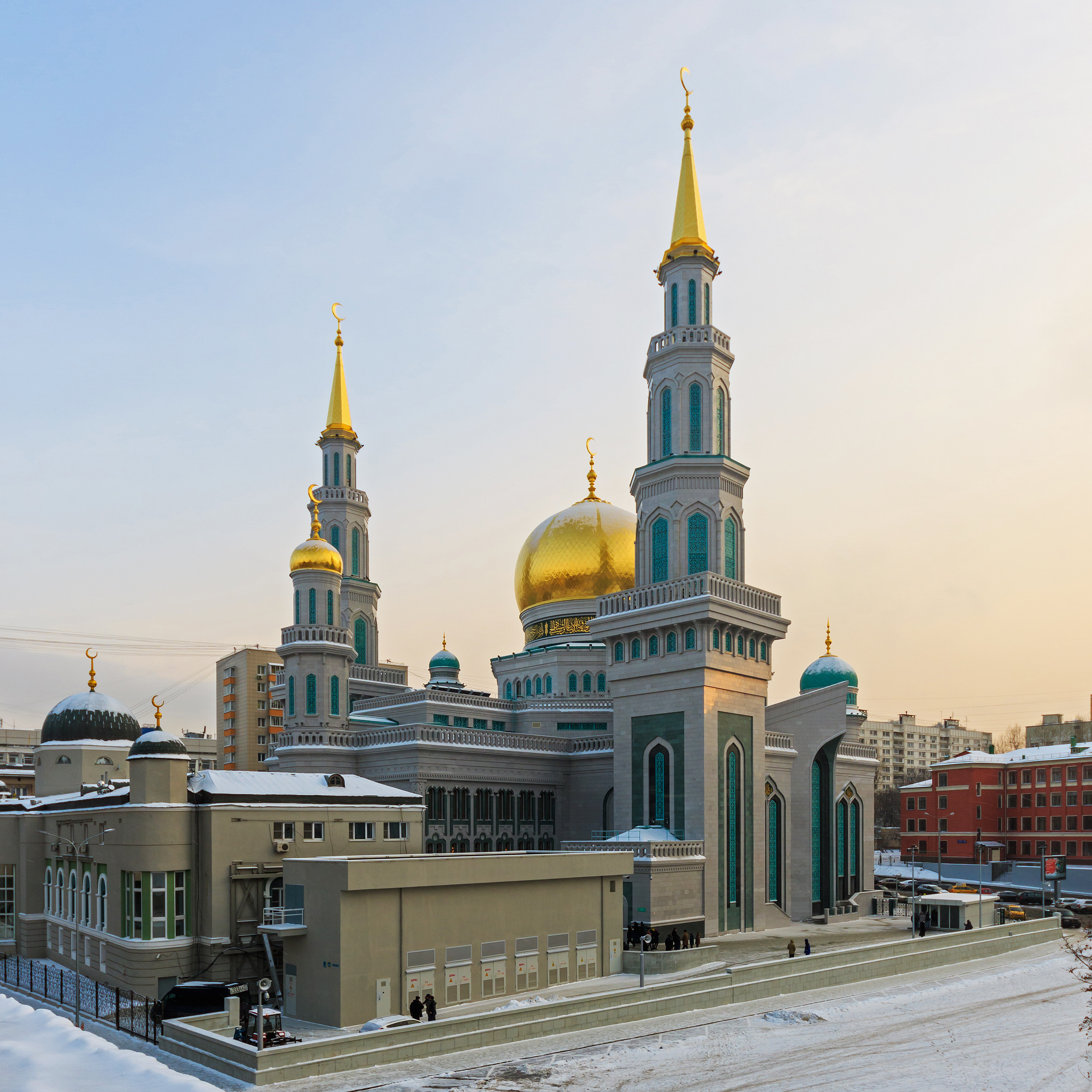
La moschea-cattedrale di Mosca

La moschea-cattedrale di Mosca (in russo Московская соборная мечеть?, Moskovskaya sobornaya mechet) è la principale moschea della città di Mosca ed è ubicata vicino al complesso sportivo "Olimpijskij" nella Olimpiysky Avenue.

## Storia
La struttura originaria è stata costruita nel 1904 su progetto dell'architetto russo Nikolay Zhukov subendo da allora alcune ricostruzioni. È stata  chiamata molte volte "la moschea dei Tatari" visto che la sua congregazione consisteva principalmente di Tatari. 
L'11 settembre 2011 la vecchia moschea fu demolita, anche se la decisione presa fu molto controversa. Questo perché nel giugno 2008 la moschea venne riconosciuta come un edificio del patrimonio culturale russo, ma già alla fine dello stesso anno venne rimossa dalla lista dei monumenti storici e architettonici. Una delle ragioni che portarono alla decisione di ricostruzione fu che l'edificio era deviato di molti gradi dalla direzione della Mecca. Il progetto di ricostruzione fu affidato all'architetto Ilyas Tazhiyev che prevedeva lo smontaggio della moschea, la raccolta di tutte le pietre e ri-assemblaggio con un orientamento corretto. Nel 2009, tuttavia, il Consiglio dei Mufti respinse il progetto di Tazhiyev, affermando prima di avere intenzione di fare un altro progetto di ricostruzione e poi demolendo completamente l'edificio sostenendo che era vicino al collasso. L'architetto Tazhiyev dichiarò dopo la demolizione che la ricostruzione fosse ancora possibile e che l'edificio non era vicino al collasso.
La moschea-cattedrale di Mosca è stato il primo edificio religioso demolito a Mosca dal 1978.

### La nuova moschea
La nuova moschea venne costruita nello stesso sito della precedente. Venne ufficialmente inaugurata il 23 settembre 2015. La nuova moschea ha una capacità di diecimila fedeli. Il presidente russo Vladimir Putin, il presidente turco Recep Tayyip Erdoğan e Mahmūd Abbās (Abū Māzen) presidente dell'Organizzazione per la Liberazione della Palestina, dell'Autorità nazionale palestinese e dello Stato di Palestina insieme ai leader musulmani locali hanno partecipato alla cerimonia di inaugurazione.